# Robert Plomb
Robert Plomb (Herchies, 21 oktober 1920 – Bergen, 5 januari 2020) was een Belgisch judoka en judo-pionier. 

## Loopbaan
Hij kwam voor het eerst contact met judo in 1944 tijdens de Tweede Wereldoorlog toen hij gestationeerd was in Aldershot in Hampshire, Engeland. In 1948 richtte hij de Club Sportif de la Police Judiciaire (CSPJ) op. Op 27 april 1952 behaalde hij zijn zwarte gordel 1ste dan tijdens de tweede sessie zwarte gordelexamens gehouden in België o.l.v. de Fransman Jean de Herdt, 4de dan, terwijl de helft van de 14 kandidaten gezakt is. Plomb zou onder zijn leerlingen enkele van de meest succesvolle Belgische judoka tellen, zoals Marcel Clause.
Overeenkomstig zijn ervaring klom Plomb op doorheen de verschillende judo-rangen. Op 27 maart 1982 behaalde hij te Brussel voor een jury onder voorzitterschap van Abe Ichirō de graad van Kōdōkan 6de dan. In 1986 veranderde zijn club haar naam in Jūdō Club de Mons, en twee jaar later verkreeg zij naar aanleiding van haar 50-jarig bestaan het predicaat ‘Koninklijk’.
In 1992 werd Plomb 7de dan, en in juni 2000 werd hij de derde Belg ooit die de graad van 8ste dan behaalt. Plomb bleef betrokken bij het judo-gebeuren op clubniveau, maar op 88-jarige leeftijd trok hij zich terug. Vier jaar later, op 9 september 2012, nagenoeg 60 jaar na het behalen van zijn zwarte gordel, verhief de Franstalige Fédération Francophone Belge de Jūdō de inmiddels 92-jarige Plomb tot de graad van 9de dan, waarmee hij de tweede judoka in België werd die deze hoge graad behaalde. Enkel voormalig Europees kampioen Théo Guldemont was hem voorgegaan.
Robert Plomb overleed in 2020 op 99-jarige leeftijd.